# .il
.il es el dominio de nivel superior geográfico (ccTLD) para Israel. Es administrado por el Israel Internet Association
El dominio de nivel superior .il fue uno de los primeros registrados en la ccTLD. Cuando Israel se registró, el 24 de octubre de 1985, fue el tercer registro de cualquier ccTLD, después de .us y .uk, que se registraron a principios de ese año.

## Dominios de Segundo nivel
Son ocho los Dominios de Segundo nivel:
- ac.il: Instituciones académicas;
- co.il: Entidades comerciales;
- org.il: Organizaciones no comerciales;
- net.il: Proveedor de servicios de Internet de Israel;
- k12.il: Instituciones educativas (escuelas y jardines de infantes);
- gov.il: Entidades Gubernamentales;
- muni.il: Municipios;
- idf.il: Fuerzas de Defensa de Israel.